# Озоди (тоннель)
Тоннель «Озоди» — автомобильный тоннель в Таджикистане. Находится на 80 км к югу от города Душанбе, в направлении города Куляб, на территории Дангаринского района Хатлонской области.
Тоннель был сдан в эксплуатацию в августе 2009 года, с целью обеспечения безопасности проезда и сокращения времени в пути. Длина — 2223 метра. Тоннель находится на трассе «Душанбе—Вахдат—Дангара—Куляб», которая раньше пролегала через горный перевал Шаршар. Теперь протяжённость дороги «Душанбе—Куляб» сократилась на 7 километров, а время движения транспортных средств — на 40 минут. Данный тоннель, считается стратегически важным объектом, так как обеспечивает не только постоянное транспортное сообщение между регионами страны, но и с другими странами (Афганистаном и Китаем). Считается одним из связующих звеньев в транспортной цепочке между Таджикистаном и Китаем.